# Харківський завод засобів індивідуального захисту
Харківський завод засобів індивідуального захисту — українське підприємство із виробництва засобів індивідуального захисту (бронежилетів) для армійських, поліцейських і цивільних потреб, підсумків для бронежилетів і ремінно-плечових систем.

## Історія
Підприємство було засновано у 2014 році після початку війни на сході України для забезпечення потреб військових у бронежилетах, зручних плитоносках та військовій формі Заснували його Максим Плєхов, Ірина Мосцевенко, Юрій Федоров. На той час завод був одним з трьох виробників бронежилетів в Україні.
Протягом 2014 — початку 2022 року підприємство виробляло в основному сумочно-рюкзачну лінійку продукцію, і 10 % від обсягів виробництва складали бронежилети, які вироблялися для цивільних або постачалися в країни Європейського Союзу. Біля Харковом була розташована велика фабрика. ХЗЗІЗ є виробником піхотного тактичного комплексу «Хижак» для кулемета ПК / ПКМ.
У 2018 році підприємство намагалося змінити ситуацію на ринку бронежилетів в Україні, монопольне становище на якому мало підприємство «Темп-3000», зокрема, через затвердження сучасної моделі бронежилету згідно із світовими зразками. Але через блокування з боку монополіста робота робочої групи при Міністерстві оборони України була припинена.
24 лютого 2022 року, з початок повномасштабного російського вторгнення в Україну, вся продукція, яка була на складах підприємства, була передана підрозділам територіальної оборони у Харкові.
За словами директора заводу Юрія Федорова, 26 лютого 2022 року співробітників заводу було релоковано до Львова, куди також переміщено і тканину, як з Харкова, так і з філій в інших областях України. Вже 28 лютого 2022 року виробництво бронежилетів розпочалося у Львові на кількох підприємствах.
У березні 2022 року на базі підприємства разом із львівським бізнесом та волонтерами було створено «Львівський оборонний кластер». Переміщене підприємство є одним із виробничих майданчиків цього об'єднання. Вже влітку вдалося вивезти з Харкова до Львова обладнання, яке вціліло на той момент..
Видання «Бізнес Цензор» включило «Харківський завод засобів індивідуального захисту» до списку українських виробників бронежилетів та пластин, які виготовляють якісне спорядження для Сил оборони України на основі відгуків від військовослужбовців.
Протягом 2022 року підприємство спільно із «Львівським оборонним кластером» ініціювали низку проєктів з виготовлення спеціалізованих бронежилетів. Були створені полегшені бронежилети для медиків (зокрема, бригад «швидкої медичної допомоги»), які працюють в зонах бойових дій. Перші бронежилети були виготовлені для екіпажів «швидких» м. Харкова, а станом на середину грудня 2022 року передано бронежилети на Харківщину та Донеччину, всього планується передати близько 3 тис. бронежилетів). Також було створено комплект із м'якого («евакуаційного») бронежилету та шолому для дітей..
Підприємство спільно з «Львівським оборонним кластером» передавало бронежилети для підрозділів територіальної оборони, а також поліцейським та рятувальникам Харківської області.

## Керівництво
- Директор — Федоров Юрій Володимирович